# モースルの戦い
モースルの戦い（モースルのたたかい、阿: معركة الموصل, Ma‘rakat al-Mawṣil; ソラニー: شەڕی مووسڵ, Şeriy Mûsil）は、イラク政府軍が、ISILにより2014年6月に奪われた都市モースルを奪還するため、同盟関係にある民兵組織、クルディスタン地域政府ならびに国際的な有志連合と共同で2016年に開始した大規模軍事作戦。 「モスルの戦い」または「モスル奪還作戦」と呼称されることもある。
「ウィ・アー・カミング・ニネヴェ(英: We Are Coming, Nineveh 阿: قادمون يا نينوى; Qadimun Ya Naynawa)」 と名付けられたこの作戦は、2016年10月16日に開始され、ニーナワー県のISIL支配地域（モースルを中心とする）への包囲が始まった。続いて、イラク軍部隊とペシュメルガが3方面からISILと交戦し、モースル周辺の村々を制圧していった。配置されたイラク軍部隊の規模は、2003年のアメリカによるイラク侵攻作戦以来最大となった。同時に、この戦いは2003年のイラク侵攻作戦以降の15年間における世界最大の軍事作戦でもあった。また、第二次世界大戦以来最も激しい市街戦であったとも評されている。
モースルの戦いの期間中には、リビアでISILに対するスルトの戦いが、シリアでシリア民主軍によるISILの本拠地ラッカに対するラッカ攻勢が、同時進行で行われていた。

## 推移
2016年11月1日の早朝、イラク特殊作戦部隊がモースル東部に侵攻した。モースルに入ったイラク軍部隊はISILからの激しい抵抗に遭遇した。ISIL戦闘員による巧みな防衛と、一般市民の存在によって、イラク政府軍の進撃は速度を落とした。困難を強いられたものの、2017年1月24日には「東モースルの完全な解放」がイラク首相によって宣言された。
2017年2月19日、イラク軍は西モースルを奪還するための攻勢を開始した。
2017年7月9日、イラク首相はモースルを訪れ、ISILに対する勝利を宣言した。翌7月10日には公式な戦勝宣言が発表された。しかし、モースル旧市街にあるISIL最後の抵抗拠点では激しい衝突が依然として続いており、戦勝宣言からほぼ2週間が経過するまでISILの抵抗は続いた。戦後のモースルから爆発物を除去し、市街地を修復するには、5年の歳月と500億米ドルの費用が掛かると推定されており、モースル旧市街の修復に限った場合でも10億米ドルの費用が試算された。

## 背景

### 一般的背景
イラク第2の人口を擁する都市モースルは、2014年6月、800–1,500人のISIL戦闘員による攻撃を受けた。モースル住民（スンナ派が多数を占める）のシーア派系イラク政府に対する深い不信感と、モースル防衛にあたるイラク政府軍の腐敗を背景として、モースルは陥落し、ISILの手に落ちた。陥落後、ISILの指導者バグダーディーはモースルの光のモスクにおいて、自らのカリフへの即位と、イラク・シリアにまたがるイスラム国家の樹立を宣言した。陥落前、モースルには250万人が居住していたが、2年間のISILによる統治の結果、人口は約150万人にまで減少した。モースルは非常に多様性の高い都市であり、アルメニア人、ヤズィーディー教徒、アッシリア人、トルクメン人、シャバク人など多くの民族的マイノリティが住んでいたが、 スンナ派アラブ人が多数を占めるISILの統治下では、これらのマイノリティは大きな苦難を強いられることとなった。モースルはISILのイラクにおける最後の拠点であり、この都市を奪還するための来たるべき戦いは、「全ての戦いの母」として宣伝された。

### 戦いの前段階
モースル奪還のための地上戦開始に先立つ数週間、アメリカが主導する有志連合（CJTF - OIR）はISILをターゲットとした空爆を実施しており、 その間にイラク陸軍部隊がモースルに向かって段階的に前進した。地上戦開始までの72時間では、イギリス空軍のリーパー無人航空機、タイフーン戦闘機およびトーネード攻撃機が空爆を行い、ISILのロケットランチャー、弾薬貯蔵庫、大砲、迫撃砲陣地などを攻撃した。他方、イラク政府軍は現地にリーフレットを投下し、モースルの戦いが開始し次第、 ISILに対して「反乱を起こす」ことを若い男性の住民に呼びかけた。攻勢に対する防御策として、ISILの工作員はモースルの街の各所に大きさ 4 m2の穴を掘り、そこに油を注いで燃やすことで視界の悪化および進攻速度の鈍化を図った。ISILはさらに、モースル周辺の村々の地下に数百もの複雑なトンネルを掘り、爆発物やブービートラップを仕掛けた上で、多数の即席爆発装置（IED）や地雷を村の路上に配置した。加えて、ISILが進攻する兵士や民間人に対し、化学兵器を使用するのではないかとの大きな懸念も存在した。

### 参加した軍事組織
アメリカ国防総省は、モースルには約3,000–5,000人のISIL戦闘員が存在すると推定していた。他方、その数については異なる推定も存在し、最も少ない推定では2,000人、最も多い推定では12,000人と見積もられていた。モスル奪還作戦の開始以前、2016年9月下旬の時点では、モスルには約20,000人のISIL戦闘員が存在すると考えられていたが、その多くはイラク軍のモースル包囲が開始された際、モースルを離れてシリア・ラッカ方面に逃走していた。 
イラクが主導する対ISIL連合の総員数は、当初CNNによって計94,000人と推定されていたが、のちに上方修正された数字では計108,500人であるとされた。54,000 - 60,000人のイラク治安部隊兵士、16,000人のシーア派民兵組織「人民動員隊」（略称：PMFまたはPMU）の戦闘員、そして40,000人のペシュメルガ兵士（約200人のイラン系クルド人女性兵士を含む）がこの作戦のために動員された。モースルの戦いに参加したイラク政府軍と民兵組織ならびにペシュメルガを合計した総員数は、ISIL側の戦闘員数の約10倍であったと考えられている。
60カ国からなるアメリカ主導の国際的有志連合（CJTF - OIR）はイラク政府のISILに対する戦いを支援しており、その支援の内容には航空支援・物流支援のほか、諜報や作戦上のアドバイスが含まれた。国際的有志連合の部隊は、2016年6月にISILから奪還されていたケイヤラ・ウェスト空軍基地（モースルの南方60キロメートルに位置する）に本拠を置いて活動した。

## 作戦の進行

### 第1段階

#### 10月: モースルへの進軍
10月16-17日

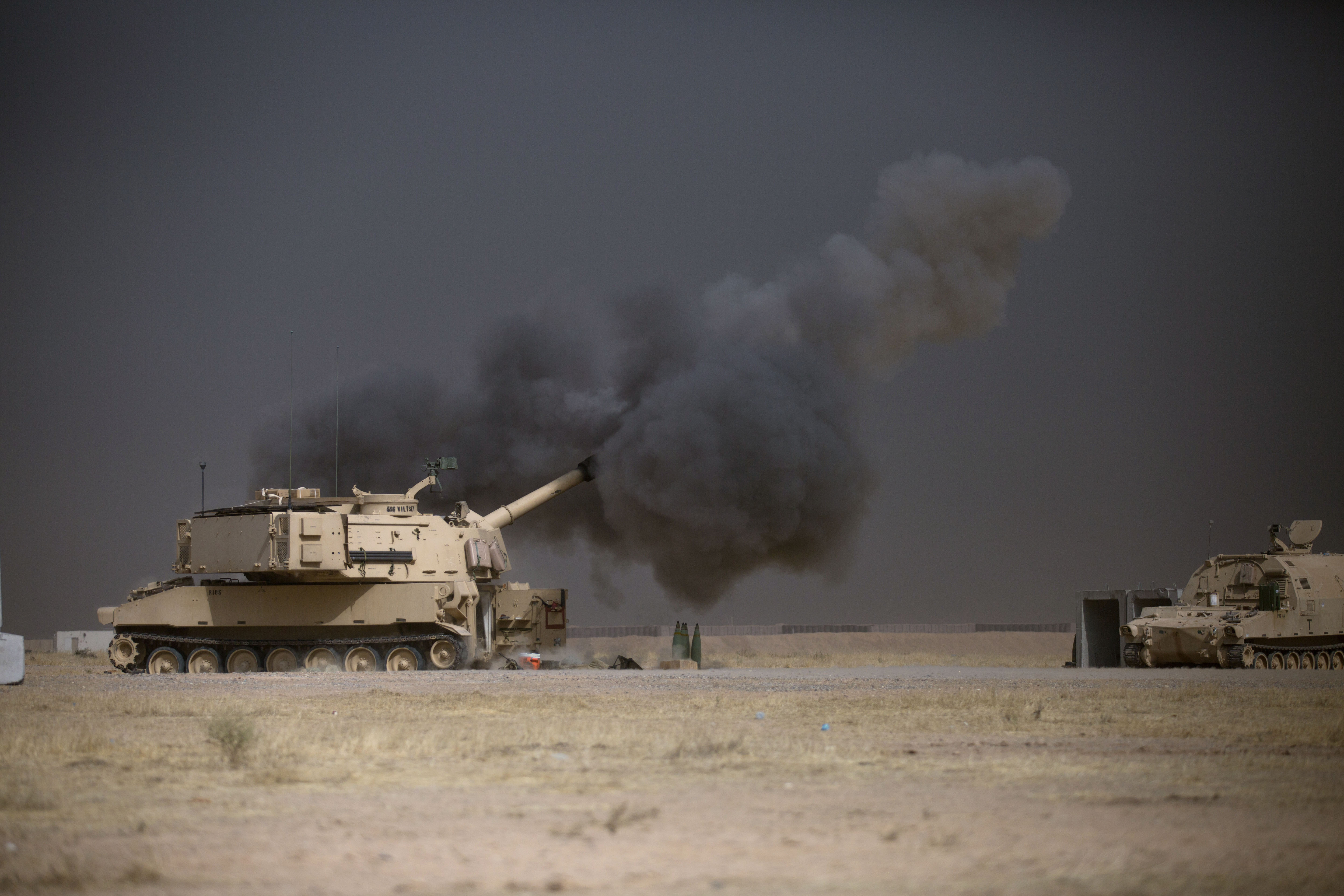
イラク治安部隊のモスルへの進撃を支援すべく、ISILに対する砲撃を行うアメリカ陸軍のM109A6パラディン自走砲（2016年10月17日）

2016年10月16日、イラク首相ハイダル・アル＝アバーディはモースル市を奪還するための戦闘の開始を宣言した。クルディスタン地域政府の大統領マスード・バルザニは、初日に行われた戦闘の結果、ペシュメルガとイラク政府軍がISILから200km2の地域を奪還したと述べた。「自由の橋」として知られるモースル市内の橋が破壊され、ペシュメルガ系の情報筋はISILが橋を破壊したと発表したが、一方のISILは「自由の橋」が対ISIL連合の空爆によって破壊されたと主張した。
10月18日
ペシュメルガが進撃する東側の戦線ではISILの抵抗は軽微である一方、南側の戦線ではイラク軍とシーア派民兵組織（PMF）が激しい抵抗に遭遇していると報告された。
10月19日
イラク軍がモースル市街から6km以内の地点まで進撃したと報告された。ニーナワー県のハマディ知事は、すでにニーナワー県の40%の地域がISILから奪還されたと宣言した。
10月20日

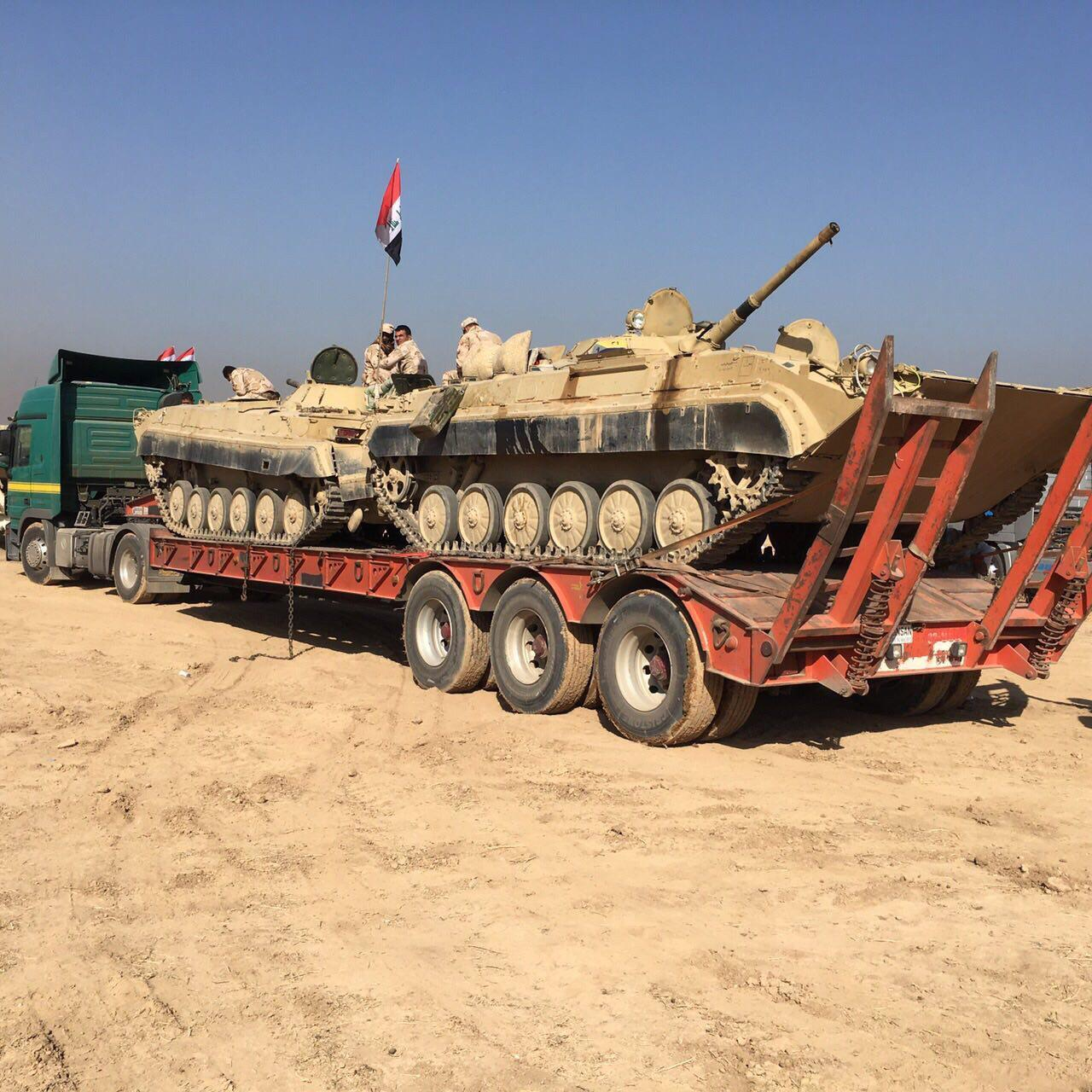
イラク治安部隊によって戦術集結地まで輸送される2台のBMP-1歩兵戦闘車（イラク、マフムール近辺にて2016年10月18日撮影）

20日の戦闘は作戦開始以来最も激しいものとなった。イラク特殊作戦部隊（黄金師団）の大規模部隊が、ペシュメルガによって奪還された各拠点に到着し、モースル東方の町バルテラを制圧した。バルテラでの戦闘において、ISILは爆弾を満載した9台のトラックを起爆させた。イラク軍のアル＝サーディ少将によれば、バルテラでの戦闘では約200人のISIL戦闘員が殺害された。
ペシュメルガに同行していたアメリカ軍の爆発物処理専門家が、ISILが道端に仕掛けた爆弾によって殺害され、最初のアメリカ人の戦死者となった。
ISILはさらに、アル＝ミシュラク硫黄化学工場に放火を行い、発生した硫黄の蒸気を吸い込んだことにより2人が死亡、約1000人が入院を強いられることとなった。
10月21日
21日、対ISIL連合の戦力を分散させることを狙い、ISILはキルクークへの攻撃を開始した。キルクーク市内で多数の爆発や銃撃戦が報告され、発電所への自爆攻撃の結果13人の作業員が殺害された。ペシュメルガの指揮官によれば、ISIL戦闘員は国内避難民に偽装して市内に侵入していた。一方、イラク政府軍はモースル南方の2つの村を制圧し、15人のISIL戦闘員を殺害したと発表した。
10月24日

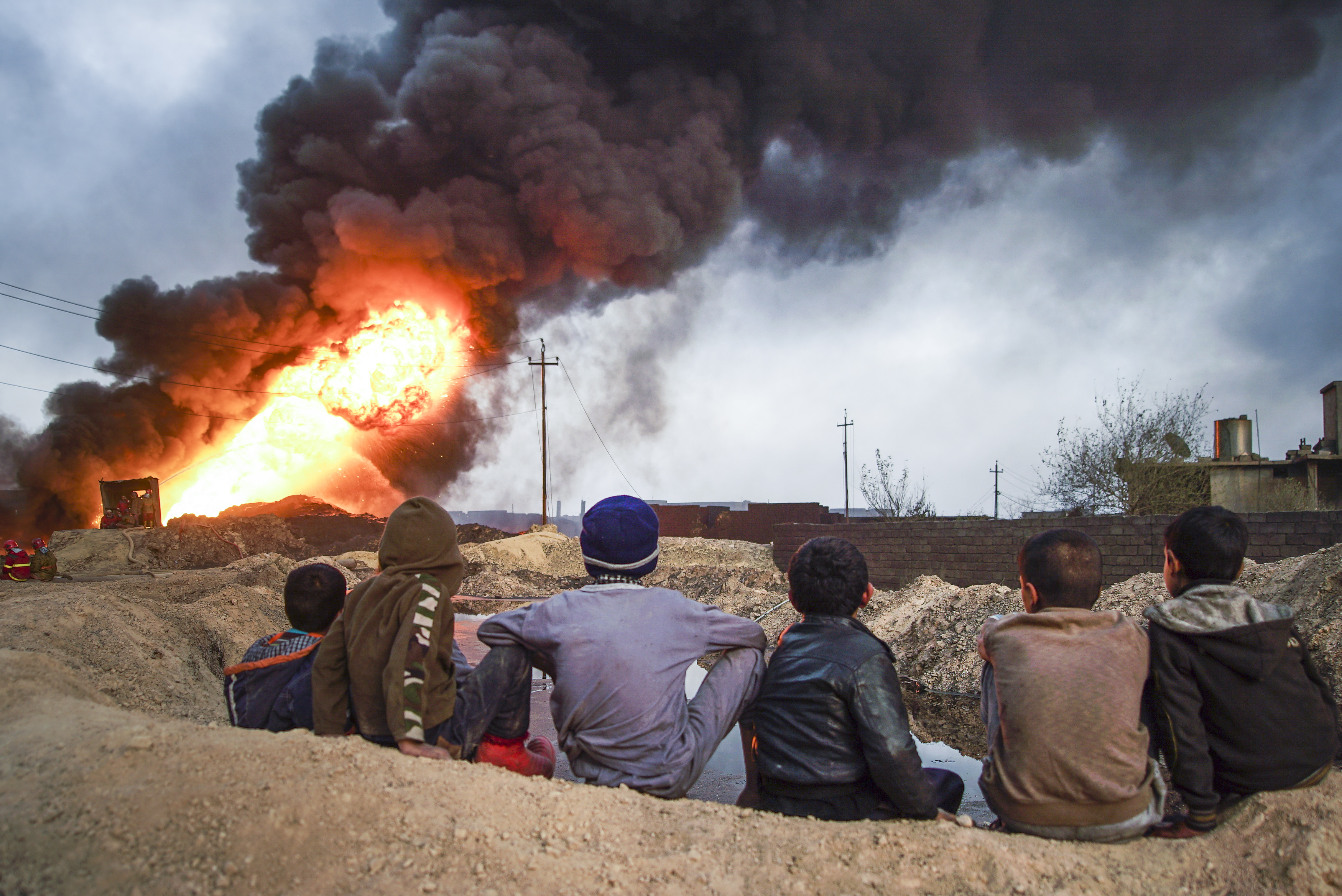
炎に包まれるケイヤラの町を眺める現地の子供たち（2016年11月9日撮影）

10月24日時点での報告によれば、これまでの戦闘で約800人のISIL戦闘員が殺害され、78の村々がISILから奪還されていた。ISILによるキルクークへの攻撃も24日までに鎮圧されており、74人のISIL戦闘員が死亡、攻撃の指揮官は逮捕される結果となった。
10月28日

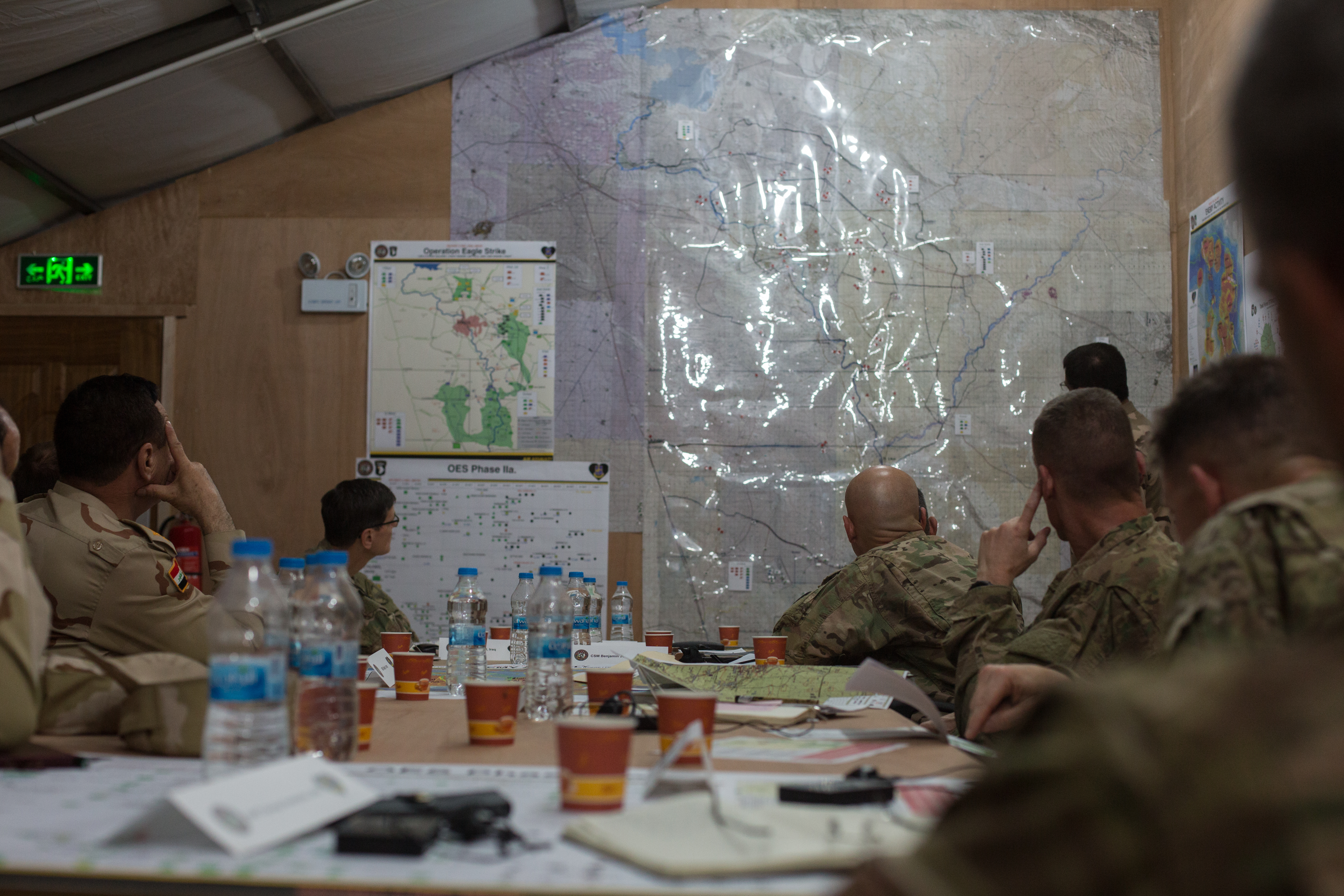
戦略について議論するアメリカ陸軍とイラク軍の司令官（ケイヤラ・ウェスト空軍基地にて2016年10月25日撮影）

ペシュメルガとイラク軍はモースルから4kmの距離にある町ファディリヤを制圧した。他方、国際連合は声明を発表し、ISILが人間の盾として利用するために数万人の市民を連行しており、それを拒否したものは処刑されたと述べた。
10月29日
シーア派民兵組織「人民動員隊」（略称：PMF）は29日に声明を発表し、モースルの西方でISILに対する新たな攻勢を開始したと述べた。この攻勢の目標は、モースル西方の村々を制圧し、タル・アファルまで到達することで、ISIL戦闘員がモースルからシリアへ撤退する経路を遮断し、同時にISILの援軍がモースルに向かうことを阻止することにあった。PMFは約14,000 km2の地域をISILから奪還する任務を負うこととなった。一方でPMFは、PMFの軍勢がモースルに入ることはないと明言した。
10月31日
31日、イラク政府軍はモースル東方の町バズワイアに対して大規模な攻勢を仕掛けた。ISIL側の抵抗は激しかったものの、イラク特殊作戦部隊はバズワイアを近隣の村々とともに奪還した。バズワイアを制圧したことで、イラク特殊作戦部隊はモースル市街から1.6 km以内の地点まで迫った。
複数のイラク軍当局者が、まもなくイラク特殊作戦部隊がモースル市街への進攻を開始すると述べた。他方、イラク首相アル＝アバーディはモースルを防衛するISIL戦闘員に対し、降伏することを呼びかけた。